# Australobolbus weiri
Australobolbus weiri är en skalbaggsart som beskrevs av Henry Fuller Howden 1992. Australobolbus weiri ingår i släktet Australobolbus och familjen Bolboceratidae. Inga underarter finns listade.